# Cantó de Vatan
El cantó de Vatan és un cantó francès del departament de l'Indre, situat al districte d'Issoudun. Té 14 municipis i el cap és Vatan.

## Municipis
- Aize
- Buxeuil
- La Chapelle-Saint-Laurian
- Fontenay
- Giroux
- Guilly
- Liniez
- Luçay-le-Libre
- Ménétréols-sous-Vatan
- Meunet-sur-Vatan
- Reboursin
- Saint-Florentin
- Saint-Pierre-de-Jards
- Vatan

## Història
| Data d'elecció                           | Identitat         | Partit        | Qualitat |
| ---------------------------------------- | ----------------- | ------------- | -------- |
| 1945-1949                                | Aimé Esmelin      | PCF           |          |
| 1951-1958                                | L. Prompt         | SFIO          |          |
| 1958-1964                                | Jean Bouchard     | Divers droite |          |
| 1964-197.                                | Alphonse Bruneau  | PCF           |          |
| 197.-197.                                | M. Bouchet        | PCF           |          |
| 197.-1991                                | Francis Levasseur | UDF           |          |
| 1991-                                    | Yves Fouquet      | Divers droite |          |
| les dades anteriors no són pas conegudes |                   |               |          |
|                                          |                   |               |          |

## Demografia
| A partir de 1990: Població sense dobles comptes |